# Nesomys
Nesomys és un gènere de rosegadors de la família dels nesòmids oriünds de Madagascar. El pelatge llarg i suau d'aquests animals és de color marró rogenc a la part dorsal, mentre que els flancs i les potes són vermells i la gola i el ventre són blancs. Les potes posteriors són grosses en comparació amb les d'altres muroïdeus, mentre que els tres dits del mig també són grossos, fet que indica que les espècies de Nesomys es desplacen saltant almenys una part del temps. El nom genèric Nesomys significa ‘ratolí insular’ en llatí.